# هوفشتتن (بادن-وورتمبرگ)
هوفشتتن (به آلمانی: Hofstetten) یک شهر در آلمان است که در ارتناوکرایس واقع شده‌است.